# Asja Zenere
Asja Zenere (* 13. Dezember 1996 in Bassano del Grappa, Venetien) ist eine italienische Skirennläuferin. Sie hat ihre Stärken in den Disziplinen Riesenslalom und Super-G.

## Biografie

### Jugend und Europacup
Noch vor ihrem 15. Geburtstag bestritt Asja Zenere in Pfelders ihre ersten FIS-Rennen. In den folgenden drei Jahren gewann sie mehrere Citizen- und nationale Jugendrennen. Anfang Februar 2015 gab sie mit Rang 33 im Riesenslalom von Innichen ihr Europacup-Debüt. Nach ersten Platzierungen in den Punkterängen nahm sie am Saisonende an den Juniorenweltmeisterschaften in Hafjell teil. Ein Jahr danach belegte sie bei ihrer zweiten JWM-Teilnahme in Sotschi als bestes Ergebnis Rang acht im Super-G. In den kommenden Wintern konnte sie sich nur langsam verbessern, ehe sie im November 2019 als Zweite im Riesenslalom von Trysil ihren ersten Podestplatz erreichte. Nur zwei Wochen später erlitt sie bei einem Sturz in Andalo einen Riss des vorderen Kreuzbandes und des mittleren Seitenbandes im Knie.
Anfang Februar 2021 kehrte Zenere in den Europacup zurück. Nach einer weiteren Verletzung gelangen ihr in der Saison 2021/22 bereits wieder einige Top-10-Plätze im Riesenslalom. Im darauffolgenden Dezember konnte sie in Zinal ihren ersten Europacupsieg feiern. Auch die beiden Riesenslaloms in Ponte di Legno gewann sie.

### Weltcup
Mit mehr als zweijähriger Verspätung gab Asja Zenere am 6. März 2022 im Riesenslalom von Lenzerheide ihr Weltcup-Debüt. Wenige Tage nach ihrem ersten Europacupsieg konnte sie sich mit Rang elf in Sestriere erstmals in den Punkterängen klassieren.

## Erfolge

### Weltmeisterschaften
- Méribel 2023: 22. Riesenslalom, 26. Parallelrennen

### Weltcup
- 4 Platzierungen unter den besten 20

### Weltcupwertungen
| Saison  | Gesamt | Gesamt | Riesenslalom | Riesenslalom |
| Saison  | Platz  | Punkte | Platz        | Punkte       |
| ------- | ------ | ------ | ------------ | ------------ |
| 2022/23 | 81.    | 46     | 32.          | 46           |
| 2023/24 | 84.    | 42     | 35.          | 42           |

### Europacup
- Saison 2019/20: 6. Riesenslalomwertung
- Saison 2023/24: 9. Super-G-Wertung
- 6 Podestplätze, davon 4 Siege:

| Datum             | Ort            | Land    | Disziplin    |
| ----------------- | -------------- | ------- | ------------ |
| 5. Dezember 2022  | Zinal          | Schweiz | Riesenslalom |
| 13. Dezember 2022 | Ponte di Legno | Italien | Riesenslalom |
| 14. Dezember 2022 | Ponte di Legno | Italien | Riesenslalom |
| 29. Februar 2024  | Sarntal        | Italien | Super-G      |

### Juniorenweltmeisterschaften
- Hafjell 2015: 19. Super-G, 29. Abfahrt, 33. Riesenslalom
- Sotschi 2016: 8. Super-G, 15. Kombination

### Weitere Erfolge
- 4 Siege in FIS-Rennen

## Privates
Nachdem die Hochzeit 2020 coronabedingt abgesagt werden musste, ist Asja Zenere seit 19. Juni 2021 verheiratet.